# Рудана (литературное объединение)
Рудана — литературное объединение в городе Кривой Рог. Старейшая творческая организация города.

## История
Основано в 1930 году при редакции газеты «Красный горняк».
В 1930-е годы литературное объединение выпускало журнал «Кривбасс», редактором которого был поэт Михаил Олейник.
До 1941 года называлось Кривлито (КРИВорожское ЛИТературное Объединение).
В 1969 году получило название «Рудана», насчитывало 28 человек.
29 ноября 1982 году на трассе Днепропетровск — Кривой Рог на территории Криничанского района, произошла автокатастрофа, в которой погибло 8 человек: водитель и литераторы Борис Жуковский, Надежда Иваницкая, Анатолий Перетяченко, Сергей Мохов, Лариса Лазирко, Геннадий Савченко и Владимир Волошин. Возвращались из Днепропетровска, где проходили съёмки документального фильма — «Рудана» победила в областном конкурсе обкома ЛКСМУ, как лучшая литературная организация.
С 1985 года организовывался городской конкурс самодеятельных поэтов имени Павла Усенко.
В 1981—1988 годах объединение возглавлял детский поэт Алексей Стариков.
В конце 1990-х годов объединение насчитывало 34 человека.

## Характеристика
В литературном объединении начали творческую деятельность драматург Леонид Юхвид и прозаик Олекса Гуреев. Получили становление новеллист Михаил Хазан, поэты Василий Шаблий и Фридрих Траубе, погибшие на фронтах Великой Отечественной войны.
В послевоенный период городское литературное объединение возглавлял писатель Дмитрий Ткач. Активное участие в работе принимал писатель Николай Миколаенко. В объединении начали литературную деятельность прозаики Панас Ногин, Леонид Щипко, Григорий Ломонос, поэты Павел Глазовой, Олесь Терещенко, Николай Мельниченко.
Литераторами объединении изданы сборники и альманахи «Бурные годы», «Зори на копрах» (1956), «Где с Ингульцом слилась Саксагань» (1962), «Криворожские улыбки», «Рудана» (1975), «Карачуны» (1992), «Антология криворожских литераторов» (2000). Отдельными изданиями вышли повести Панаса Ногина «Хорошо, сынок» и «Мятежное подземелье», книга Аллы Черновой «Ранней весной», сборники Леонида Щипко «Девушка с косой», Ивана Ивашкевича «Вот такая была у меня история».
В газете «Красный горняк» выходила литературная страница «Рудана», действовали секции поэзии и прозы, студии «Поиск» и «Горицвет».